# بخش بولشئوکوفسکی
بخش بولشئوکوفسکی (به لاتین: Bolsheukovsky District) یک منطقهٔ مسکونی در روسیه است که در استان اومسک واقع شده‌است.